# 老师你好
《老师好》或《老师你好》是中国北京地下说唱组合阴三儿《未知艺术家》专辑中的一首说唱歌曲，也是阴三儿的成名作。歌曲开头采样了王朔、冯小刚根据小说《我是你爸爸》改编的《冤家父子》电影的部分对白。
歌词反映了中国大陆存在的教育问题，并使用了大量脏话。2015年8月10日，该歌曲被中华人民共和国文化部列为“120首网络音乐产品黑名单”之一。